# Roberto Osvaldo Díaz
Roberto Osvaldo Díaz (3 de marzo de 1953 en Buenos Aires, Argentina) más conocido como El Ropero Díaz o simplemente como El Ropero fue un reconocido futbolista y actualmente director técnico.
Inició su carrera en las divisiones inferiores del Club Atlético Chacarita Juniors, logrando su debut profesional en el año 1970 con 17 años, posteriormente continua su carrera en Estudiantes de Buenos Aires en la antigua Primera B para luego pasar a Racing Club de Avellaneda en el año 1975 donde se consolida como uno de los mejores delanteros de la época y en uno de los máximos ídolo del club hasta el día de hoy, también jugó en México en América y León, para luego volver a Racing y posteriormente en Fernández Vial de Chile, Banfield y en Douglas Haig de Pergamino. En Racing disputó 244 partidos y convirtió 61 goles. Su imponente físico, sumado a una gambeta extraña e insondable para sus rivales, lo convirtieron en un delantero temible. Por momentos tildados de individualista, muchas veces fue un soplo de aire fresco en aquel alicaído momento racinguista.
Fue convocado por César Luis Menotti en seis ocasiones oficiales para vestir la casaca de la Selección Argentina. Su único tanto convertido con la celeste y blanca nacional, fue el 23 de agosto de 1979 nada menos que a Brasil (Copa América)
Muy querido por la afición académica, supo conformar delanteras picantes con compañeros como Héctor Scotta, Hugo Gottardi, Roque Avallay, Guillermo Trama y Sergio Fortunato, entre otros.

## Trayectoria

### Como jugador
Debuta oficialmente en Chacarita en 1970 un año después del equipo campeón de 69. En 1972 se va a préstamo al Estudiantes de Buenos Aires, en donde se consagró goleador del campeonato de Segunda división de 1974 con 18 goles. Sin embargo, no pudo ascender con el pincha al perder la final con Unión de Santa Fe. 1975 pasa en compra definitiva a Racing Club de Avellaneda. Le tocó un período académico en el que los momentos aciagos eran moneda corriente. Tuvo dos pasos por la institución: 1975 / 1980 y 1982 / 1983.
Roberto Osvaldo “El Ropero” Díaz fue una verdadera pesadilla para sus marcadores. Es uno de los máximos goleadores del club de los últimos 40 años. En 1980 es adquirido por la América de México y posteriormente jugaría en el Club León. En su regreso a Racing en la desesperación del descenso en el último partido del campeonato le hace 4 goles a Sarmiento de Junín Racing se quedaría un tiempo más en primera. 1983 jugó en Fernández Vial de Chile logrando una excelente campaña pero por problemas institucionales regresa a Argentina para incorporarse a club atlético Banfield en 1984. En 1985 juega en Douglas Haig de Pergamino y ahí decide terminar su actividad profesional.

### Como entrenador
En 1988 se recibe de técnico en la asociación del fútbol argentino (A.F.A.) con un promedio 9.60.

## Clubes

### Como jugador
| Club                   | País      | Año       |
| ---------------------- | --------- | --------- |
| Chacarita Juniors      | Argentina | 1970-1971 |
| Estudiantes de Caseros | Argentina | 1972-1974 |
| Racing Club            | Argentina | 1975-1980 |
| América                | México    | 1980-1981 |
| León                   | México    | 1981-1982 |
| Racing Club            | Argentina | 1982-1983 |
| Loma Negra             | Argentina | 1983      |
| Fernández Vial         | Chile     | 1983      |
| Banfield               | Argentina | 1984      |
| Club Real Potosí       | Bolivia   | 1985      |

### Como entrenador
| Club                    | País       | Año       |
| ----------------------- | ---------- | --------- |
| Estudiantes (BA)        | Argentina  | 1990      |
| Douglas Haig            | Argentina  | 1991-1995 |
| Club Atlético Tigre     | Argentina  | 1996      |
| Bella Vista             | Uruguay    | 1999-2000 |
| Pachuca Jr.             | México     | 2002      |
| Trujillanos Fútbol Club | Venezuela  | 2004-2006 |
| Oruro Royal             | Bolivia    | 2007-2008 |
| Club Deportivo Olimpia  | Honduras   | 2009-2012 |
| Deportivo Saprissa      | Costa Rica | 2013      |
| Venados FC              | México     | 2014-2015 |